# Irene Kleinschmidt
Irene Kleinschmidt (* 1962) ist eine deutsche Schauspielerin und Hörspielsprecherin.

## Leben
Irene Kleinschmidt wurde in Mecklenburg geboren. Nach dem Abitur im Jahr 1981 an der Goethe Oberschule Schwerin studierte sie an der Hochschule für Musik und Theater Rostock und hatte erste Verpflichtungen am Landestheater Neustrelitz, am Mecklenburgischen Staatstheater Schwerin und am Theater Erfurt. Weitere Stationen ihrer Bühnenlaufbahn waren das Deutsche Nationaltheater Weimar, das Berliner Maxim Gorki Theater, das Schauspiel Leipzig und das Schauspielhaus Bochum. Seit 1994 ist Kleinschmidt am Theater Bremen engagiert. Hier wurde sie 1997 mit dem Publikumspreis „Silberner Roland“ und 2007 mit dem Kurt-Hübner-Preis ausgezeichnet.
Neben einigen Fernsehproduktionen wirkte Irene Kleinschmidt in der Vergangenheit auch gelegentlich in Hörspielproduktionen von Radio Bremen mit.

## Filmografie (Auswahl)
- 1986: Der Traum vom Elch
- 1987: Liane
- 1992: Aktenzeichen XY … ungelöst (2 Folgen)
- 1994: Wolffs Revier – Gesühnt
- 1994: Polizeiruf 110 – Bullerjahn
- 1994: Bernarda Albas Haus
- 2000: Paul is dead
- 2003: Northern Star
- 2005: Tatort – Scheherazade
- 2021: Tatort: Neugeboren

## Hörspiele (Auswahl)
- 1995: Alte Geschichten – Ein Kammerspiel – Autor: Dietmar Guth – Regie: Christiane Ohaus
- 1995: Die Fernzüge – Autor: Dieter Philippi – Regie: Christiane Ohaus
- 1996: Der Vogeleisammler – Autor: Karl-Heinz Bölling – Regie: Hans Helge Ott
- 1997: Gertrud Conners – Autorin: Esther Dischereit – Regie: Heidrun Nass
- 1997: City Blues – Autor: Karl-Heinz Bölling – Regie: Hans Helge Ott
- 1997: Die eine will meinen Ausweis sehen – Die andere leckt sich die Lippen – Autor: Winfried Roth – Regie: Christiane Ohaus
- 1998: Schock! – Autor: Rüdiger Grothues – Regie: Hans Helge Ott
- 2000: Auch der Tod hat seine Zeit – Autor: Ivor Wilson – Regie: Frank E. Hübner
- 2000: We Are A Happy Family – Autoren: Legs McNeil und Gillian McCain – Regie: Hans Helge Ott
- 2001: Gecko träumt – Autor: Joy Markert – Regie: Stefan Dutt